# Greg Abate
Greg Abate (ur. 31 maja 1947) – saksofonista jazzowy, flecista, kompozytor i aranżer. Dorastał w Woonsocket na Rhode Island. W piątej klasie zaczął grać na klarnecie. W kwietniu 2016 znalazł się w gronie ośmiu osób zaproszonych do Rhode Island Music Hall of Fame.

## Dyskografia
- Bop City: Live at Birdland (Candid, 1991)
- Straight Ahead (Candid, 1993)
- Dr Jeckyll & Mr Hyde (Candid, 1995)
- It's Christmas Time (Brownstone Recordings, 1995)
- Bop Lives! (1201 Music/Blue Chip Jazz, 1996)
- Happy Samba (Blue Chip, 1998)
- Evolution (1201 Music, 2002)
- Horace Is Here (Koko Jazz, 2005)
- Monsters in the Night (Koko Jazz, 2006)
- Horace Is Here: A Tribute to Horace Silver (Rhombus, 2011)
- The Greg Abate Quintet Featuring Phil Woods (Posi-Tone, 2012)
- Motif (Whaling City Sound, 2014)
- Kindred Spirits: Live at Chan's (Whaling City Sound, 2016)
- Road to Forever (Whaling City Sound, 2016)